# Kazuma Kamachi

Firma

Kazuma Kamachi (Giappone, ...) è uno scrittore e sceneggiatore giapponese, autore di light novel noto per aver creato l'opera A Certain Magical Index e la sceneggiatura dei relativi manga spin-off A Certain Scientific Railgun e A Certain Scientific Accelerator.

## Opere

### Light novel
- Bokusatsu tenshi Dokuro-chan (2006[1]): storia breve pubblicata all'interno di Bokusatsu tenshi Dokuro-chan desu.
- A Certain Magical Index (25 volumi, 2004[2]-2010[3])
- Heavy Object (2009[4]-in corso)
- New Testament: A Certain Magical Index (2011[5]-2019)
- Intelli Village no Zashiki Warashi (2012-2015)
- Kantan na enquete desu (2012)
- Waltraute-san no konkatsu jijō (2012)
- Kantan na monitor desu (2013)
- Mitō shōkan://Blood-Sign (2014-2019)
- A Certain Magical Heavy Zashiki-Warashi ga kantan'na satsujin-hi no kon katsu jijō (2015)
- Saikyō o kojiraseta Level Counter ken seijo Beatrice no jakuten sononaha `bu ̄ bu ̄  (2016-in corso)
- Magistealth Bad Trip (2019-2020)
- Apocalypse Witch (2019-in corso)
- Genesis Testament: A Certain Magical Index (2020-in corso)

### Manga
- A Certain Scientific Railgun (2007-in corso; sceneggiatura)
- A Certain Magical Index (2007-in corso; sceneggiatura)
- Heavy Object (2009-2011; sceneggiatura)
- Heavy Object S (2011-2013; sceneggiatura)
- A Certain Magical Index: The Miracle of Endymion (2013; sceneggiatura)
- Toaru nichijō no Index (2013-2016; sceneggiatura)
- A Certain Scientific Accelerator (2013-2020; sceneggiatura)
- Heavy Object A (2015-2016; sceneggiatura)
- To aru idol no Accelerator-sama (2015-2018; sceneggiatura)
- A Certain Scientific Railgun: Astral Buddy (2017-2020; sceneggiatura)
- A Certain Scientific Dark Matter (2019-2020; sceneggiatura)

### Film
- A Certain Magical Index: The Movie －The Miracle of Endymion (2013; sceneggiatura)

### Videogiochi
- Kakusansei Million Arthur (2011; sceneggiatura)
- A Certain Magical Index (2011; sceneggiatura)
- A Certain Scientific Railgun (2011; sceneggiatura)
- A Certain Magical Index: Struggle Battle (2012[6]; sceneggiatura)
- Toaru majutsu to kagaku no Ensemble (2013; sceneggiatura)
- Kairisei Million Arthur (2016; sceneggiatura)

## Premi
Kazuma Kamachi vinse il premio come Miglior Light Novel per A Certain Magical Index nell'edizione 2011 di Kono light novel ga sugoi!.